# 水痘ワクチン
水痘ワクチン（すいとうワクチン）とは、水疱瘡ワクチン（みずぼうそうワクチン）、水痘―帯状疱疹ワクチン（すいとう―たいじょうほうしんワクチン、英語: Varicella and herpes zoster vaccines, VZV）としても知られ、水痘と帯状疱疹の予防に使われるワクチンである。

## 効果
一度のワクチン投与で95 %の一般的な水痘が予防され、重度の水痘の予防率は100 %である。 二度の投与は一度の投与より効果は高い。水痘・帯状疱疹ウイルスと接触する5日前にワクチンを投与していればほとんどの水痘は防げる。多くの人口に予防接種することで予防接種を受けてない人へもの感染を防げることになる。接種法は皮下注射である。
世界保健機関（WHO）は80 %以上の人口の予防接種の継続ができる国のみにワクチンの定期的予防接種 を勧めている。20 %から80 %だけが予防接種を受けた場合、将来より多くの人が感染し高齢で感染すると症状が重くなり得る。一度または二度のワクチン投与を推奨する。米国では生後12か月から15か月の間に二度の投与を推奨している。2012年からはほとんどのヨーロッパ諸国で全ての子供またはリスクの高い人に勧めているが、費用が掛かるため全ての国がワクチンを提供しているわけではない。日本では、2014年10月から定期接種となった（2回接種）。

## 安全性
このワクチンは非常に安全である。 軽度の副作用は注射による痛み、腫れ、頭痛である。重度の副作用は稀であり大概免疫機能の低い人に見られる。HIV/エイズの人には慎重に投与するべきである。妊娠中の投与は勧めていないが、幾度かの妊娠中の投与による問題は診られていない。
このワクチンは、単体もしくはMMRワクチンとの組み合わせで使われている。2005年にはMMRVワクチンもアメリカ合衆国で登場し使われているが、日本では未承認である。
水痘ワクチンは、弱くしたウイルスで作られ、生ワクチンに分類される。日本の水痘ワクチンも、米国のMSD社製造販売の水痘ワクチンも、日本で開発された岡株を用いている。(「岡」は患者名に由来)

## 定期接種
生後12月から生後36月に至までの間（1歳の誕生日の前日から3歳の誕生日の前日まで）が対象で、
- 1回目 - 生後12月から生後15月までの間
- 2回目 - 1回目の接種から3月以上経過してから。ただし標準的には１回目接種後6月から12月まで経過した時期

## 高齢者の帯状疱疹予防
2014年10月に、日本で水痘ワクチンが定期接種化されたため、小児の水痘流行が激減、 高齢者がブースター効果（追加免疫効果）を得る機会が減少している。2004年に水痘ワクチン（乾燥弱毒生水痘ワクチン「ビケン」）が帯状疱疹の予防に効能追加され、2016年3月より「50歳以上の者に対する帯状疱疹予防」目的で使用できるよう明記された。帯状疱疹・PHN（帯状疱疹後神経痛）の予防策として、水痘・帯状疱疹ワクチンを推奨している。日本では任意接種（自由診療）である。
アメリカ合衆国やヨーロッパの一部では、帯状疱疹予防ワクチンとして高力価水痘ワクチン（ZOSTAVAX）が用いられていて、アメリカ合衆国では2006年5月より、免疫能正常な60歳以上を対象として接種が推奨されていたが、2011年3月からはその年齢が50歳以上に引き下げられた。
2018年3月23日、ジャパンワクチンおよびグラクソ・スミスクラインは、世界初となる乾燥組換え帯状疱疹サブユニットワクチン（不活化ワクチン）の「シングリックス」を開発し、日本での製造承認を受けた。2020年1月から流通が始まり、50歳以上の成人に2か月から6か月間隔で2回接種される。臨床試験では、生ワクチンよりも優れた予防効果を発揮したことから、帯状疱疹の予防目的としての水痘ワクチンの使用は減少し、サブユニットワクチンに移行するものと思われる。

## 特記事項
水痘ワクチンは最初に市販されるようになったのは1984年である。このワクチンは世界保健機関の必須医薬品リストに記載されており、基礎的な医療制度で重視されている医薬品である。米国での価格は100から200米ドルである。